# Zakanale (województwo lubelskie)
Zakanale – wieś w Polsce położona w województwie lubelskim, w powiecie bialskim, w gminie Konstantynów.
W latach 1809–1952 miejscowość była siedzibą gminy Zakanale. W latach 1975–1998 miejscowość administracyjnie należała do województwa bialskopodlaskiego.
Wieś jest sołectwem w gminie Konstantynów. Według Narodowego Spisu Powszechnego z roku 2011 wieś liczyła 369 mieszkańców.
Wierni Kościoła rzymskokatolickiego należą do parafii św. Elżbiety Węgierskiej w Konstantynowie.